# 日本人事試験研究センター
公益財団法人日本人事試験研究センター（にほんじんじしけんけんきゅうセンター、英: Japan Center for Examination Research）は、市町村、道府県・指定都市、警察官の採用試験問題を作成・提供する公益法人。全国の道府県・指定都市および市町村の約90％の試験問題の作成、提供、採点処理を行っている。

## 沿革
- 1975年    財団法人日本人事試験研究センターを設立
- 1979年    市町村に対する試験受託事業を開始
- 2011年    公益財団法人 日本人事試験研究センターに移行
- 2015年    試験問題集等A4判化へ移行
- 2017年    行政選択解答制試験の提供
- 2018年    新教養試験の提供（統一試験日）
- 2019年    事務能力基礎試験（Basic）の提供
- 2020年    保育教諭試験の提供
- 2021年    個別試験にも新教養試験を提供